# You Can Win If You Want
You Can Win If You Want là đĩa đơn thứ hai từ album đầu tay The 1st Album của Modern Talking.

## Đĩa đơn
Đĩa đơn 7"
1. "You Can Win If You Want" (Special Single Remix) - 3:44
2. "One in a Million" - 3:42

Đĩa đơn 12" Maxi
1. "You Can Win If You Want" (Special Dance Version) - 5:19
2. "You Can Win If You Want" (Instrumental) - 3:43
3. "One in a Million" - 3:42

## Xếp hạng
| Xếp hạng (1985)                          | Vị trí cao nhất |
| ---------------------------------------- | --------------- |
| Áo (Ö3 Austria Top 40)                   | 1               |
| Belgium (VRT Top 30 Flanders)            | 2               |
| Pháp (SNEP)                              | 8               |
| Đức (GfK)                                | 1               |
| Italy (Musica e dischi)                  | 39              |
| Hà Lan (Dutch Top 40)                    | 6               |
| Spain (AFYVE)                            | 2               |
| Thụy Sĩ (Schweizer Hitparade)            | 2               |
| UK Singles (The Official Charts Company) | 70              |